# Caroline Sunshine
Caroline Mohr Sunshine (n. 5 septembrie 1995 în Atlanta, Georgia) este o actriță, dansatoare și cântăreață americană. Cel mai cunoscut rol al ei este Tinka Hessenheffer din serialul marca Disney Channel, Totul pentru dans.

## Filmografie

### Film
| An(i) | Titlu             | Rol             | Note       |
| ----- | ----------------- | --------------- | ---------- |
| 2010  | Marmaduke         | Barbara Winslow | -          |
| 2012  | Behind the Scenes | ea însăși       | documentar |
| 2015  | The Outfield      | Emily Jordan    | -          |

### Televiziune
| An(i)   | Titlu                           | Rol                | Note                                                                         |
| ------- | ------------------------------- | ------------------ | ---------------------------------------------------------------------------- |
| 2008    | What's the Word?                | ea însăși          | un episod                                                                    |
| 2010–13 | Totul pentru dans (Shake It Up) | Tinka Hessenheffer | rol secundar în sezonul 1; rol principal în sezoanele 2 și 3; 43 de episoade |
| 2012    | Bobocii isteți (A.N.T. Farm)    | Ella               | un episod                                                                    |
| 2014    | Viața în acvariu (Fish Hooks)   | Alexis (voce)      | un episod                                                                    |
| 2017    | Mommy I Didn't Do It            | Sylvie Garrett     | film de televiziune                                                          |